# Kerr Katim
Kerr Katim (Namensvarianten: Jamali) ist eine Ortschaft im westafrikanischen Staat Gambia.
Nach einer Berechnung für das Jahr 2013 leben dort etwa 530 Einwohner, das Ergebnis der letzten veröffentlichten Volkszählung von 1993 betrug 452.

## Geographie
Kerr Katim, in der Central River Region im Distrikt Niamina West, liegt am linken Ufer des Gambia-Flusses. Der Ort ist rund 2,9 Kilometer östlich der South Bank Road, wo bei Kumbaney eine Straße nach Kerr Katim abzweigt, entfernt. Auch von Dalaba, ebenfalls an der South Bank Road zweigt eine Straße nach Kerr Katimab, hier ist der Weg rund 3,3 Kilometer weit.